# Clément Lefert
Clément Lefert, född 26 september 1987 i Nice, är en fransk simmare.
Lefert blev olympisk guldmedaljör på 4 x 100 meter frisim vid sommarspelen 2012 i London.